# يحيى (عزبة)
عزبة يحيى، عزبة تابعة لقرية كفر عبد الرحمن بالوحدة المحلية لقرية العجوزين، التابعة لمركز دسوق، التابع لمحافظة كفر الشيخ في جمهورية مصر العربية.